# Ólvena
Ólvena ist eine nordspanische Gemeinde (municipio) mit 65 Einwohnern (Stand: 2024) im Westen der Provinz Huesca in der Autonomen Region Aragonien. 

## Lage und Klima
Ólvena liegt südlich der Sierra de la Carrodilla etwa 55 Kilometer (Fahrtstrecke) östlich der Provinzhauptstadt Huesca in einer durchschnittlichen Höhe von etwa 520 m. Der Cinca fließt westlich der Ortschaft. In ihn mündet der Río Ésera, der durch die Gemeinde führt. Im Südwesten der Gemeinde befinden sich mehrere Höhlen, unter anderem die Covacho del Congosto.

## Wirtschaft
Vorherrschend sind Ackerbau (mit künstlicher Bewässerung) und Viehzucht.

## Sehenswürdigkeiten
- Kirche Mariä Reinigung (Iglesia de la Purificación de Nuestra Señora)
- Einsiedelei Santo Cristo